# Kesamben (plaats in Blitar)
Kesamben is een bestuurslaag in het regentschap Blitar van de provincie Oost-Java, Indonesië. Kesamben telt 7541 inwoners (volkstelling 2010).